# Haos
Haos (sau Chaos) era personificarea haosului, a spațiului nelimitat care, în concepția grecilor, ar fi existat înainte de crearea lumii. Divinitate străveche, Haos era considerat de către unii drept fiul lui Cronos, de către alții drept tatăl lui Erebus, Aether, Hemera și Nyx.
Etimologia termenului provine din limba greacă: ( χάος, cháos) prin care se subînțelege o lume neformată, dezordonată, care după Hesiod a existat înaintea zeilor.
Prin explicarea mai detaliată a termenului se poate asemăna această expresie cu un hău căscat (o prăpastie) ceea ce se găsește în greacă: (χαίνω. "a căsca"), zeii apăruți în această perioadă ar fi fost Gaia, Nyx, Erebos, Eros și Tartaros.
Din punct de vedere geografic Haos după Hesiod ar fi o prăpastie de pe peninsula Peloponez, asemănată cu prăpastia dinainte de existența lumii ordonate Cosmos.
In prima parte a bibliei în legătura cu facerea lumii, în prima carte Facerea a lui Moise este amintit Haos în limba ebraică: תֹהוּ וָבֹהוּ (Tohuwabohu) ce ar însemna "mutare".